# Droga wojewódzka 860
Die Droga wojewódzka 860 (DW 860) ist eine vier Kilometer lange Droga wojewódzka (Woiwodschaftsstraße) in der polnischen Woiwodschaft Lublin, die den Bahnhof Sadurki in Sadurki mit der Droga wojewódzka 830 verbindet. Die Strecke liegt im Powiat Puławski.

## Streckenverlauf
Woiwodschaft Lublin, Powiat Puławski
-  Sadurki (DW 827, DW 830)